# Célula eucariota

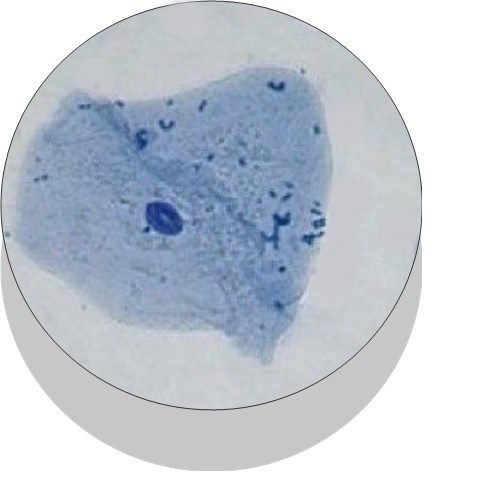
Célula animal endotelial con el núcleo teñido de azul por un marcador fluorescente que se une fuertemente a regiones enriquecidas en adenina y timina en secuencias de ADN.

Las células eucariotas (del griego eu, 'buen', y karyon, 'nuez', en referencia al núcleo) son las células que se caracterizan por tener un núcleo celular definido, cubierto por una envoltura nuclear de doble membrana. Este núcleo celular contiene el ácido desoxirribonucleico —conocido por las siglas ADN— que constituye el material genético necesario para el desarrollo, funcionamiento y reproducción del organismo. Las células eucariotas se distinguen así de las células procariotas, que carecen de núcleo definido y cuyo material genético se encuentra disperso en el citoplasma.  
Las células eucariotas forman organismos denominados eucariontes, que constituyen uno de los dos o tres grandes dominios utilizados como categorías taxonómicas en la taxonomía biológica. 
La aparición de células eucariotas a partir de procariotas significó el gran salto en complejidad de la vida y el más importante después del origen de la vida. Sin la complejidad que adquirieron las células eucariotas, no habrían sido posibles fenómenos posteriores como la aparición de los organismos pluricelulares; la vida, probablemente, se habría limitado a constituirse en un conglomerado de bacterias. De hecho, a excepción de procariontes (del que proceden), los cuatro reinos restantes (animales, plantas, hongos y protistas) son el resultado de ese salto cualitativo. El éxito de estas células eucariotas posibilitó las posteriores radiaciones adaptativas de la vida, que han desembocado en la gran variedad de especies que existen en la actualidad.

## Organización

Diagrama de corte estilizado de una célula animal (con flagelos)

Las células eucariotas presentan un citoplasma organizado en compartimentos separados, con orgánulos (semimembranosos) separados o interconectados, limitados por membranas biológicas que tienen la misma naturaleza que la membrana plasmática. El núcleo es el más notable y característico de los compartimentos en que se divide el protoplasma, es decir, la parte activa de la célula. En el núcleo se encuentra el material genético, el ADN. El ADN se encuentra distribuido en múltiples cromosomas y unido a proteínas, principalmente a proteínas cromosómicas llamadas histonas y porta toda la información necesaria para que se lleve a cabo todos los procesos tanto intracelulares como fuera de la célula, es decir, en el organismo en sí.
En el protoplasma se distinguen tres componentes principales a conocer: la membrana plasmática, el núcleo celular y el citoplasma, constituido por todo lo demás. Las células eucariotas están dotadas en su citoplasma de un citoesqueleto complejo, muy estructurado y dinámico, formado por microtúbulos y diversos filamentos proteicos. Además puede haber pared celular, que es lo típico de plantas, hongos y protistas pluricelulares, o algún otro tipo de recubrimiento externo al protoplasma.
Para su comparación con la célula procariota, véase la Tabla comparativa

## Fisiología
Aunque las células eucariotas demuestran una diversidad increíble en su forma, comparten las características fundamentales de su organización celular, arriba resumidas, y una gran catálisis homogénea en lo relativo a su bioquímica (composición), y metabolismo, que contrasta con la inmensa heterogeneidad que en este terreno presentan los procariontes (bacteria en sentido amplio).
Las células eucariotas contienen en principio mitocondrias, orgánulos que habrían adquirido por endosimbiosis de ciertas bacterias primitivas, lo que les dota de la capacidad de desarrollar un metabolismo aerobio. Sin embargo, en algunas eucariotas del reino protistas las mitocondrias han desaparecido secundariamente en el curso de la evolución, en general derivando a otros orgánulos, como los hidrogenosomas.
Algunos eucariontes realizan la fotosíntesis, a diferencia de la célula animal, gracias a la presencia en su citoplasma de orgánulos llamados plastos, los cuales derivan por endosimbiosis de bacterias del grupo denominado cianobacterias (algas azules).

## Origen de la célula eucariota
El origen de los eucariontes es un complejo proceso que tiene un origen procariota. Si bien hay varias teorías que explican este proceso, según la mayoría de estudios se produjo por endosimbiosis entre varios organismos procariotas, en donde el ancestro principal protoeucariota es de tipo arqueano y las mitocondrias y cloroplastos son de origen bacteriano. Es discutible la incorporación de otros organismos procariotas. La teoría más difundida al respecto es la endosimbiosis seriada, postulada por Lynn Margulis. La teoría endosimbiótica (endo significa interno y simbionte se refiere a la relación de beneficio mutuo entre dos organismos). Esta interpretación no es extensiva al origen de la membrana nuclear, la cual se habría establecido a partir de una invaginación de la membrana celular.

## Organismos eucariotas
Los organismos eucariotas forman el dominio Eukaryota que incluye a los organismos más conocidos, repartidos en cuatro reinos: Animalia (animales), Plantae (plantas), Fungi (Hongos) y Protista (que no pueden clasificarse dentro de los tres primeros reinos). Incluyen a la gran mayoría de los organismos extintos morfológicamente reconocibles que estudian los paleontólogos. Los ejemplos de la disparidad eucariótica van desde un dinoflagelado (un protista unicelular fotosintetizador), un árbol como la sequoia, un calamar, o un racimo de setas (órganos reproductivos de hongos), cada uno con células distintas y, en el caso de los pluricelulares, a menudo muy variadas. En resumen, Eukaryota incluye a los organismos pluricelulares repartidos en los reinos: Animalia, Plantae y Fungi, y también se encuentran los organismo unicelulares (microscópicos), entre los que están microsporidios, protozoos (ameboides, flagelados, ciliados), levaduras, algunos hongos y mohos.

## Diferencias entre células eucariotas
Existen diversos tipos de células eucariotas entre las que destacan las células de animales y plantas. Los hongos y muchos protistas tienen, sin embargo, algunas diferencias substanciales.

### Células animales

Estructura de una célula animal típica: 1. Nucléolo, 2. Núcleo, 3. Ribosoma, 4. Vesícula, 5. Retículo endoplasmático rugoso, 6. Aparato de Golgi, 7. Citoesqueleto (microtúbulos), 8. Retículo endoplasmático liso, 9. Mitocondria, 10. Peroxisoma, 11. Citoplasma, 12. Lisosoma. 13. Centriolo.

Las células animales componen los tejidos de los animales y se distinguen de las células vegetales en que carecen de paredes celulares y de cloroplastos y poseen centriolos y vacuolas más pequeñas y, generalmente, más abundantes. Debido a la carencia de pared celular rígida, las células animales pueden adoptar variedad de formas e incluso pueden fagocitar otras estructuras.

### Células vegetales

Estructura de una célula vegetal típica: 1. Núcleo, 2. Nucléolo, 3. Envoltura nuclear, 4. Retículo endoplasmático rugoso, 5. Leucoplasto, 6. Citoplasma, 7. Dictiosoma / Aparato de Golgi, 8. Pared celular, 9. Peroxisoma, 10. Membrana plasmática, 11. Mitocondria, 12. Vacuola central, 13. Cloroplasto, 14. Plasmodesmos, 15. Retículo endoplasmático liso, 16. Citoesqueleto, 17. Vesícula, 18. Ribosomas.

Las características distintivas de las células de las plantas son:
- Una vacuola central grande (delimitada por una membrana, el tonoplasto), que mantiene la forma de la célula y controla el movimiento de moléculas entre citosol y savia.
- Una pared celular compuesta de celulosa ,[4] y en muchos casos, lignina, que es depositada por el protoplasto en el exterior de la membrana celular. Esto contrasta con las paredes celulares de los hongos, que están hechas de quitina, y la de los procariontes, que están hechas de peptidoglicano.
- Los plasmodesmos, poros de enlace en la pared celular que permiten que las células de las plantas se comuniquen con las células adyacentes. Esto es diferente a la red de hifas usada por los hongos.
- Los plastos, especialmente cloroplastos que contienen clorofila, el pigmento que da a las plantas su color verde y que permite que realicen la fotosíntesis.
- Los grupos de plantas sin flagelos (incluidas coníferas y plantas con flor) también carecen de los centriolos que están presentes en las células animales. Estos también se pueden encontrar en los animales de todos los tipos es decir en un mamífero en un ave o en un reptil.

### Células de los hongos
Las células de los hongos, en su mayor parte, son similares a las células animales, con las excepciones siguientes:
- Una pared celular hecha de quitina.
- Menor definición entre células. Las células de los hongos superiores tienen separaciones porosas llamados septos que permiten el paso de citoplasma, orgánulos, y a veces, núcleos. Los hongos primitivos no tienen tales divisiones, y cada organismo es esencialmente una supercélula gigante. Estos hongos se conocen como cenocíticos.
- Solamente los hongos más primitivos, Chytridiomycota, tienen flagelos.

### Células de organismos protistas
Algunos organismos protistas, son conformados por una única célula que pueden alcanzar tamaños macroscópicos (el organismo unicelular Syringammina fragilissima alcanza los 20 cm de diámetro).

## Reproducción
Las células eucariotas se pueden reproducir de tres maneras distintas, principalmente:
- Bipartición: El núcleo se divide en dos y después la célula se divide en dos del mismo tamaño.
- Gemación: El núcleo se divide en dos, uno se desplaza hasta la membrana y forma una yema que se separa. Formando dos células de distinto tamaño.
- Esporulación: El núcleo se divide repetidamente y se rodean de membrana formando células llamadas esporas.